# 盾片状

六角柱、錐台、擬柱體及盾片状的比較

兩個五角六角盾片狀翻轉並拼合的動畫

盾片状，是一種存在於上下兩個平行表面之間的立體幾何形状，其两平行表面（以及它们之间的所有其他平行面）的边各自围成多边形，此两表面之間至少存在一個頂點，且上下两个多边形的顶点通过曲线或Y字形线来连接。盾片状的两个面之间至少存在一个顶点，但盾片状的面不一定是凸面，所以多個盾片状可以緊密接合在一起，從而填滿兩個平行表面之間的所有空間。盾片状通常可以一般化地描述为介于锥台和拟柱体之间的混合几何体。

## 得名

異翅亞目昆虫身上的盾板（图中标号26）

2018年7月，本几何体在一篇由戈麦斯-加尔韦斯等人发表的名为《Scutoid是上皮细胞立体堆积的几何解决方案》（Scutoids are a geometrical solution to three-dimensional packing of epithelia）的论文中首次得到描述。根据论文作者的官方说法，因为这个形状类似于例如花金龟亚科中甲虫的背板和盾板，于是他们就创造了Scutoid这个词语来描述这种几何体。来自克拉拉·格里马（Clara Grima）的非官方说法则称，在课题研究期间，这个几何体被暂时称为“Escu”，实际上是开这个生物课题组组长路易斯·M·埃斯库德罗（Luis M. Escudero）的玩笑，因其姓名最后一节是“Escudero”，意思等同于拉丁文中的“scūtārius”（意为“乡绅”），故以此为基础修改并创造了Scutoid一词。

## 自然中存在的盾片状
这个几何体形状虽然怪异，却是多细胞组织的积木；没有了它，地球上恐怕就从不会出现复杂的生物。——艾伦·伯迪克（Alan Burdick），《我们都由盾片状组成：一个全新的几何体解释了这一点。》（We Are All Scutoids: A Brand New Shape, Explained）

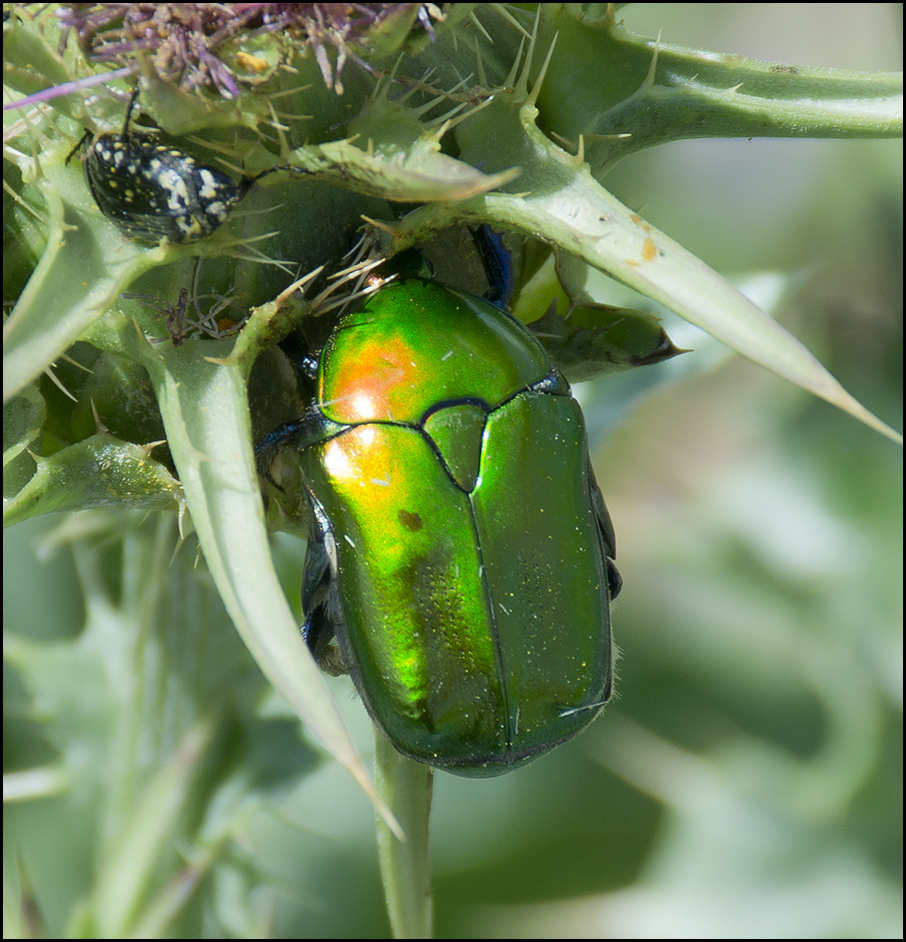
一种拥有盾板的甲虫。盾板是这个几何体的得名来源

上皮組織细胞在特定情况下会采用盾片状形状来排列。在上皮组织细胞中，细胞可以变成盾片状的形状，以促进组织弯曲，这对于发育中的器官的形成至关重要。
盾片状是一种加入中层顶点的擬柱體。这个多出来的顶点让最终形成几何体上的部分平面变成了曲面。这意味着盾片状不是一种多面体，因为它并非所有面都是平面。……对于创造了或发现了盾片状的计算生物学家来说，这种几何体的关键属性在于，它可以让自身与其他几何对象（如锥台）结合以构成上皮细胞的立体堆积结构。——劳拉·塔尔曼

## 潜在用途
盾片状解释了上皮细胞如何从立体结构上有效地排列在一起。当上皮组织弯曲或生长时，细胞需要采用新的形状以消耗尽可能最少的能量来堆积出自己的立体结构；在盾片状被发现之前，上皮组织细胞被假定是大多是以锥台形的样子存在，少部分则以类似棱柱形的样子存在。而现在，随着对上皮细胞的了解更加深入，这开启了人工器官领域的更多可能。盾片状可能会被应用于制造更好的人工器官，使得例如有效的器官替换一类的事情成为可能；并可以用于识别一个人的细胞是否被正确堆积，以及解决细胞错误堆积问题。